# Maribel Álvarez López-Vega
Maribel Álvarez López-Vega (Oviedo, 29 de maig de 1935) és una escriptora i locutora de ràdio. Va desenvolupar tota la seva carrera a Radio Juventud de Barcelona i RJ 2 en estereofonia. També va treballar en diversos espais relacionats amb la veu i va fer intervencions puntuals en sèries de TVE.
L'any 2022 va obtenir el Premi Bones Pràctiques en obrir camí sent pionera en el món radiofònic, dins dels Premis de Comunicació no Sexista que atorga l'Associació de Dones Periodistes de Catalunya.

## Ràdio
Als 13 anys va entrar en contacte amb Radio Oviedo perquè necessitaven nois i noies joves per interpretar en directe contes infantils.
L'any 1959 es va traslladar a Barcelona, on va ser contractada per Radio Juventud. Álvarez va fer una pausa per qüestions personals i hi va tornar el 1964, quan va entrar a formar part de la plantilla de locutors. La programació era musical i la publicitat s'emetia en directe.
Fins aquest moment, el nom de Radio Juventud estava relacionat amb el Frente de Juventudes de la Falange i amb el Movimiento, i l'objectiu marcat per a la nova etapa era atorgar-li un aire jove i modern, sense connotacions polítiques. Li van encarregar tots els indicatius de Radio Juventud.
Durant una temporada va treballar amb Pedro Ruiz a Ràdio Barcelona, en un programa d'humor creat i dirigit per ell mateix. Amb Jordi Estadella va fer una sèrie de reportatges de contingut social. Al programa Las tardes de Odette va conèixer a l'actor de teatre Gabriel Agustí, que des de llavors es va convertir en la seva parella.

## Televisió
El 1975 va iniciar les seves col·laboracions en televisió, en la sèrie Original de la 2, realitzada per Esteban Duran:
- Sin gratitud. Personatge: Gertrudis. Emès el 7 d'octubre de 1975.
- La multiplicación. Personatge: Donzella. Emès el 26 de desembre de 1976.
- Homenaje a Cecilia. Personatge: Mare. Emès l'1 de gener de 1977.
- Manos abiertas. Personatge: Donzella. Emès el 10 d'abril de 1977.

El 1984 va interpretar a Ruth Benet en Yo robo, tú chantajeas, ella estafa y además un muerto, també d'Esteban Duran:
- Episodi 1. Emès el 26 de juny de 1984.
- Episodi 2. Emès el 3 de juliol de 1984.
- Episodi 3. Emès el 10 de juliol de 1984.
- Episodi 4. Emès el 17 de juliol de 1984.

També va treballar en doblatge, especialment per a sèries de televisió, i va posar la seva veu en campanyes de publicitat per a espots de televisió i falques publicitàries de ràdio.

## Obres
- La mordedura del sapo, 2015, ISBN 978-84-1634-167-2.
- Quién coño eres, inclòs en el volum 30 Ediciones Oblicuas, 2011, ISBN 978-84-1506-768-9.[8][9]
- Se parece tanto a Humphrey Bogart, 1996, ISBN 978-84-920999-5-5[10]
- Háblame de Claudia, 1998, ISBN 978-84-89841-18-5.[11]
- La balsa, relat curt guanyador del primer premi de l'IV Certamen de Relats Breus de Dona organitzat per l'Ajuntament de Valladolid, inclòs en Relatos de mujer, 2002, ISBN 84-95389-36-3
- Tres sillas de anea, 2003, ISBN 978-84-9328-387-2, novel·la guardonada amb el Premi de novel·la Juan Pablo Forner de Mèrida en la seva sisena edició.[12]
- Los dos miraban el reloj, 2007, ISBN 978-84-9649-138-0.[13]